# QSL-kort
Et QSL-kort er en skriftlig eller elektronisk signeret bekræftelse af enten tovejs-radiokommunikation mellem to amatørradiostationer eller en envejs radiomodtagelse af et radiosignal fra en AM-radio, FM-radio, fjernsyn, kortbølge radiostation - eller en licenseret radioamatør.  QSL-kort kan også bekræfte modtagelsen af en tovejsradiokommunikation fra en tredjeparts radiolytter.  Et typisk QSL-kort er samme størrelse og lavet af samme materiale som et typisk postkort, og de fleste sendes via postvæsenet.
QSL-kort navnet er afledt af Q-koden "QSL". En Q-kode meddelelse kan stå for en melding eller et spørgsmål (når koden følges af et spørgsmålstegn). I dette tilfælde, 'QSL?' (bemærk spørgsmålstegnet) betyder "Kan du bekræfte modtagelsen af min udsendelse?" hvorimod 'QSL' (uden spørgsmålstegn) betyder "Jeg bekræfter modtagelsen af din udsendelse.".